# Liste der Naturschutzgebiete im Altmarkkreis Salzwedel
Im Altmarkkreis Salzwedel gibt es neun Naturschutzgebiete.
| Name des Gebietes                             | Bild           | Kennung | WDPA   | Landkreis / Stadt                         | Beschreibung / Bemerkungen | Standort | Fläche in Hektar | Datum der Verordnung |
| --------------------------------------------- | -------------- | ------- | ------ | ----------------------------------------- | -------------------------- | -------- | ---------------- | -------------------- |
| Beetzendorfer Bruchwald und Tangelnscher Bach | weitere Bilder | 42      | 14450  | Altmarkkreis Salzwedel                    |                            | Position | 143,51           | 05.07.1978           |
| Ferchauer Forst                               |                | 49      | 163046 | Altmarkkreis Salzwedel                    |                            | Position | 40,04            | 05.07.1978           |
| Harper Moor                                   |                | 273     | 378093 | Altmarkkreis Salzwedel, Landkreis Stendal |                            | Position | 296,16           | 03.05.2006           |
| Jävenitzer Moor                               |                | 7       | 163944 | Altmarkkreis Salzwedel                    |                            | Position | 12,79            | 11.12.1938           |
| Jemmeritzer Moor                              |                | 47      | 163949 | Altmarkkreis Salzwedel                    |                            | Position | 21,65            | 05.07.1978           |
| Kalbescher Werder bei Vienau                  |                | 46      | 14455  | Altmarkkreis Salzwedel                    |                            | Position | 137,08           | 05.07.1978           |
| Klüdener Pax-Wanneweh                         | weitere Bilder | 154     | 164156 | Altmarkkreis Salzwedel, Landkreis Börde   |                            | Position | 1162,07          | 17.11.1997           |
| Ohreaue                                       | weitere Bilder | 195     | 318911 | Altmarkkreis Salzwedel                    |                            | Position | 602,91           | 29.06.2000           |
| Ohre-Drömling                                 | weitere Bilder | 387     | 344828 | Altmarkkreis Salzwedel, Landkreis Börde   |                            | Position | 10365,42         | 01.07.2005           |

## Quelle
- Landesverwaltungsamt Sachsen-Anhalt
- Common Database on Designated Areas Datenbank, Version 14